# Gustav Behrend
Gustav Behrend (ur. 10 stycznia 1847 w Szczecinku, zm. 27 kwietnia 1925 w Berlinie) – niemiecki dermatolog i wenerolog, profesor tytularny.

## Życiorys
Pochodził ze znanej szczecineckiej żydowskiej rodziny Behrendów. Uczęszczał do gimnazjum w rodzinnym mieście, następnie studiował medycynę na Uniwersytecie Fryderyka Wilhelma w Berlinie. Podczas wojny francusko-pruskiej służył jako lekarz w lazarecie w Berlinie. Doktorem medycyny został w 1870 roku, od 1872 prowadził praktykę, w 1881 uzyskał stopień doktora habilitowanego, a w 1882 roku został Privatdozentem. Od 1891 roku prowadził w Berlinie Station für Geschlechtskranke. W 1897 roku został profesorem tytularnym.

## Dorobek naukowy
Zajmował się m.in. kiłą i medycznymi aspektami prostytucji. Autor podręcznika dermatologii Lehrbuch der Hautkrankheiten (Berlin 1883).
Napisał też szereg haseł do Handwörterbuch der Medizin i Realencyklopädie der Medizin Eulenburga.

## Wybrane prace
- Spontane Heilung einer Hydrocele unter dem Einfluss von Variola[1]. 1872
- Erythema exsudativum multiforme universale (1877)
- Pemphigus
- Syphilis haemorrhagica
- Über ein diffus entzündliches Opiumexanthem nebst Bemerkungen über die Pathogenese der Arzneiausschläge (1879)
- Über Pityriasis
- Zur Lehre von der Vererbung der Syphilis
- Über vaccinale Hauteruptionen
- Über Acne disseminata und Sycosis (1881)
- Lehrbuch der Hautkrankheiten (Berlin 1883)
- Mitteilungen aus der Poliklinik
- Über Komplikation von Impetigo contagiosa und Herpestonsurans (1884)
- Ueber Herpes tonsurans und Favus[2]. (1884)
- Ueber Syphilis haemorrhagica[3]. (1884)
- Über einen Fall von angeborener idiopathischer Hautatrophie (1885)
- Über Knotenbildung am Haarschaft, dauernde Beseitigung krankhaften Haarwuchses
- Wirkung des Lanolins bei Hautkrankheiten (1886)
- Ueber Alopecia areata und über die Veränderung der Haare bei derselben[4]. (1887)
- Über Phlyctaenosis aggregata (1887)
- Ueber Anthrarobin, ein Ersatzmittel des Chrysarobin und der Pyrogallussäure bei der Behandlung von Hautkrankheiten[5]. 1888
- Ueber Nervenläsion und Haarausfall[6]. 1889
- Trychomycosis nodesa, Piedra (1890)
- Über Variolation, histor. Rückblick zur Jenner-Gedenkfeier (1896)
- Über die Gonorrhoebehandlung Prostituierter (1898)